# یاکوب پولتل
یاکوب پولتل (انگلیسی: Jakob Pöltl؛ زادهٔ ۱۵ اکتبر ۱۹۹۵) بازیکن بسکتبال اهل اتریش است.
از باشگاه‌هایی که در آن بازی کرده‌است می‌توان به تورنتو رپترز اشاره کرد.